# إثلب
الإِثْلَب أو الدَّبش قطع غير مصقولة من صغار الحجارة ليست منتظمة في الحجم والشكل والملمس تستخدم للحشو. حيثما وجدت ، تصبح أكثر وضوحًا عندما يتم حرث الأرض أو تشغيلها.

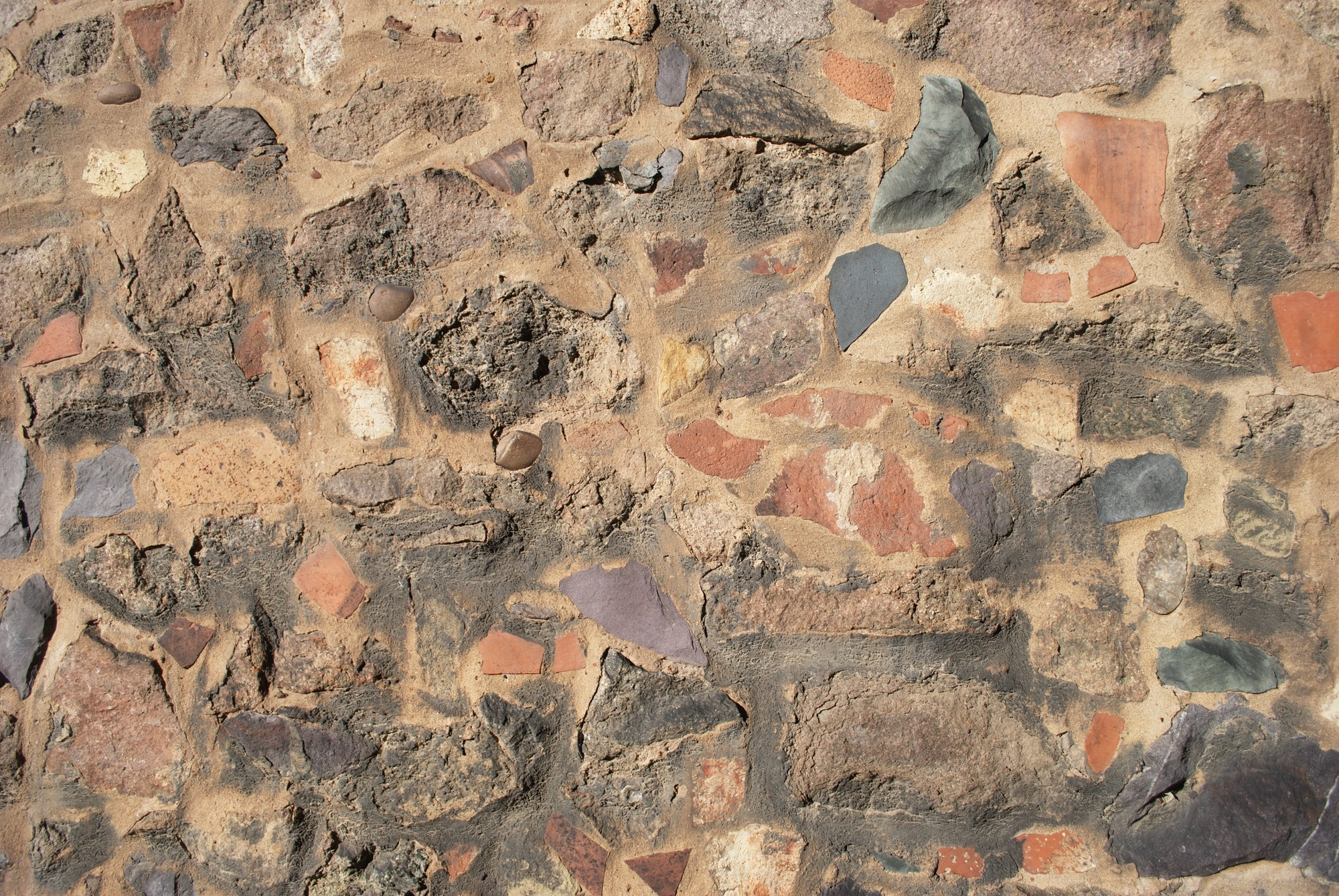
بناء الإثلب في لِستر نحو 1511

بناء الإثلب هو اسم ينطبق على عدة أنواع من البناء بالإثلب. أحدها حيث تُلقَى الحجارة إلقاءً غير محكم معًا بين ألواح وتُرَوَّب بملاط يشبه الخرسانة تقريبًا ، يسمى في الإيطالية «muraglia di getto» وفي الفرنسية «bocage». تسمى الجدران المصنوعة من الإثلب والخرسانة في باكستان والمصبوبة في قوالب سِتُو.

## جدران الإثلب في مالطة

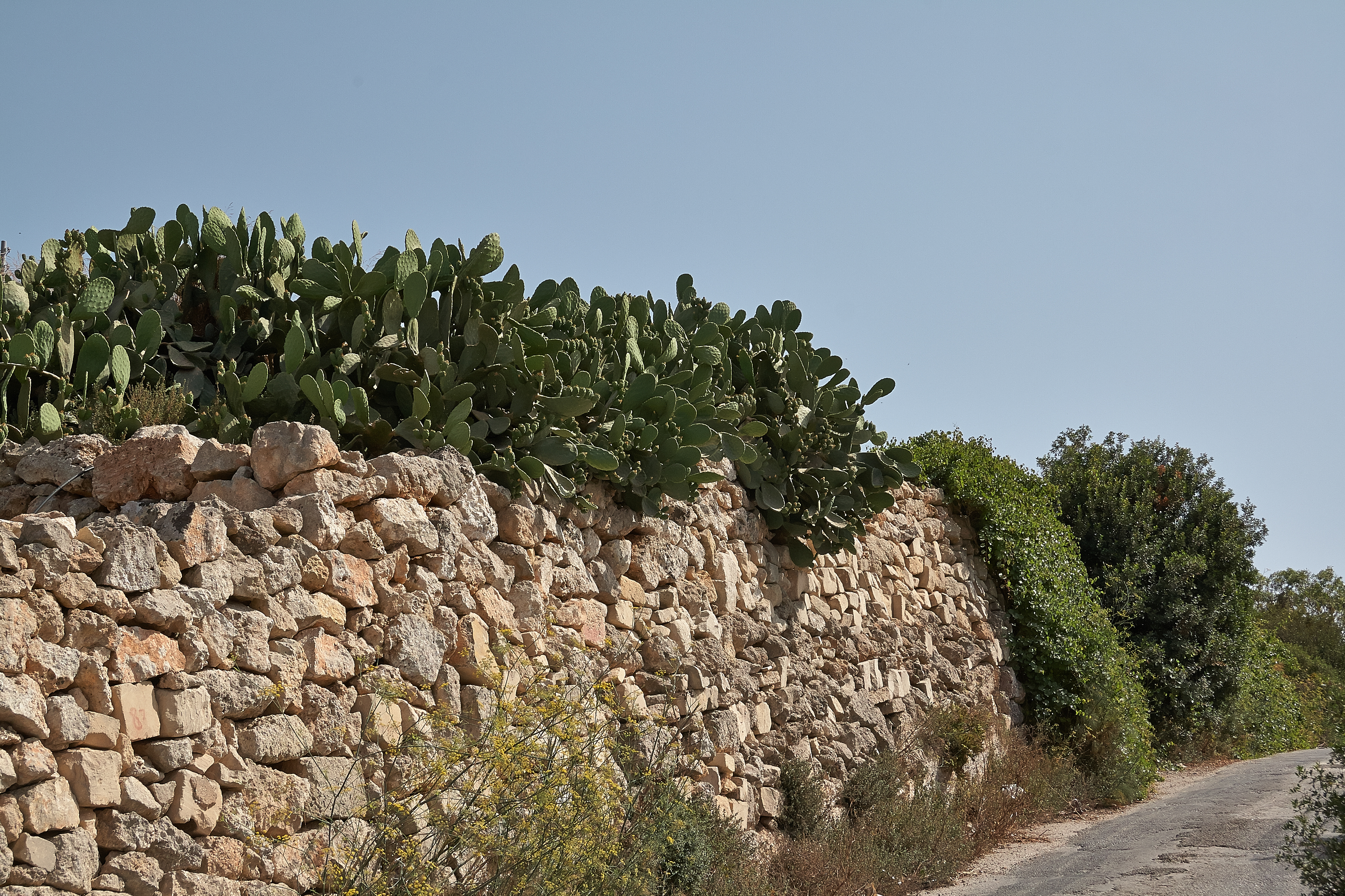
جدار الإثلب بالقرب من دنجلي مالطة

توجد جدران الإثلب (بالمالطية: حيطان السيّاح) في جميع أنحاء جزيرة مالِطَة. وكثيرا ما توجد جدران مماثلة في صقلية والدول العربية. تبدو الأشكال والأحجام المختلفة للحجارة المستخدمة في بناء هذه الجدران مثل الحجارة التي في المنطقة ملقاة على الأرض أو في التربة. والأرجح أن ممارسة بناء هذه الجدران حول الحقل كان مستوحى من العرب أثناء حكمهم في مالطة كما هو الحال في صقلية الذين حكمهم العرب أيضًا في نفس الفترة تقريبًا. وجد المزارع المالطي أن تقنية هذه الجدران كانت مفيدة للغاية خاصة في عصر كانت الموارد فيه محدودة. تُستخدم جدران الإثلب لتكون بمنزلة حدود بين ممتلكات مزرعة وأخرى. الميزة الكبيرة التي تقدمها جدران الإثلب هي أنه عند هطول الأمطار الغزيرة فإن هيكلها سيسمح بمرور المياه الزائدة لذلك فإن المياه الزائدة لن تدمر المحاصيل. تآكل التربة يَقِلُّ حيث يسمح هيكل الجدار للماء بالمرور ولكنه يحبس التربة ويمنعها من الانتقال بعيدًا عن الحقل. يمكن للمرء أن يرى العديد من جدران الإثلب على جانب التلال وفي الوديان حيث تنحدر الأرض وتكون التربة في خطر أكبر من الانجراف بعيدًا. فجدران الإثلب تحافظ عليها.